# Diaspora*
Diaspora* es una red social libre y distribuida, con una interfaz similar a Facebook pero formando parte del Fediverso.

## Tecnología

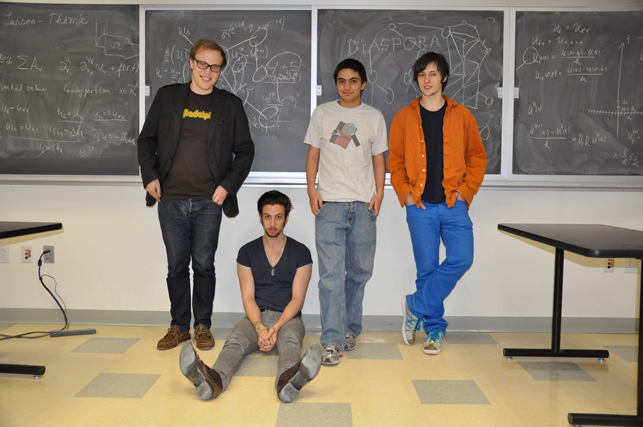
Desarrolladores de Diaspora

La red social de Diaspora está construida sobre la base de una red de servidores, denominados pods, alojados por muchos individuos e instituciones. Cada servidor opera con una copia del software de Diaspora, actuando como un servidor web personal a través del protocolo ActivityPub. Los usuarios de la red pueden crear una cuenta en cualquier servidor que sea de su elección, pero aun así, pueden interactuar con otros usuarios en todos los demás servidores.

## Historia

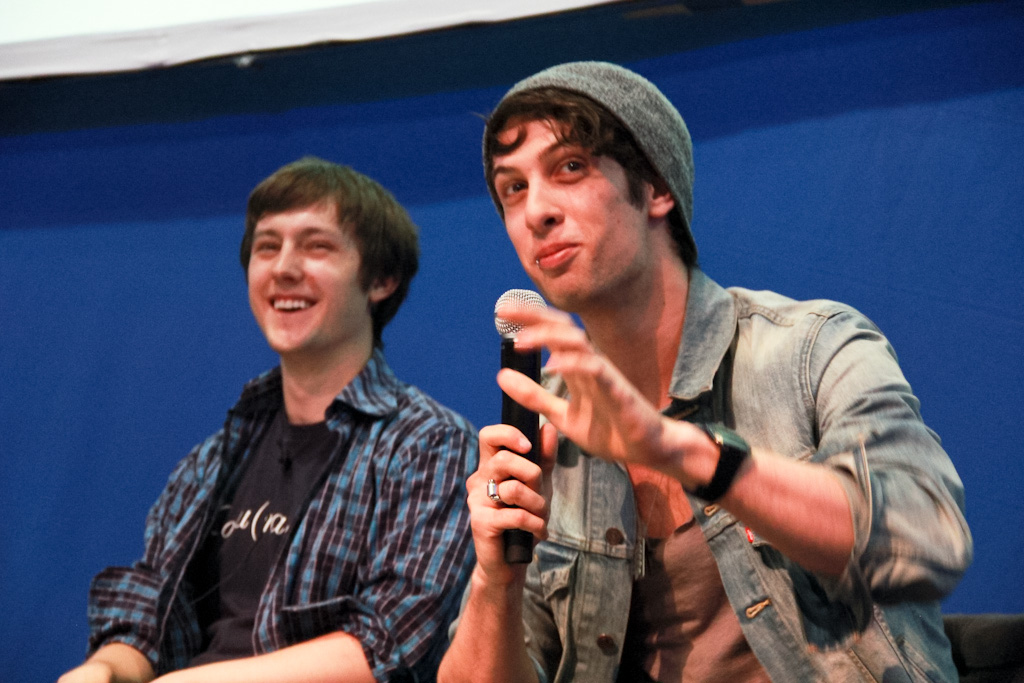
Ilya Zhitomirskiy y Daniel Grippi (2011)

Originalmente desarrollada por cuatro estudiantes del Instituto Courant de Ciencias Matemáticas, de la Universidad de Nueva York: Dan Grippi, Max Salzberg, Raphael Sofaer, y Ilya Zhitomirskiy (1989-2011), a los que se sumaron otros usuarios a través de la lista de correo. El proyecto de Diaspora comenzó el 5 de febrero de 2010, siendo motivados por un discurso del profesor en leyes Eben Moglen en la Universidad de Columbia. En su discurso titulado «La libertad en la Nube», Moglen describió a las redes sociales como «un espionaje gratuito». En una entrevista al New York Times, Salzberg dijo: 

Cuando otorgas tu información la estás entregando para siempre… El valor que nos ofrecen es despreciable, comparado con lo que están haciendo, y a lo que estamos renunciando es a nuestra privacidad.

Sofaer expresó: 

No necesitamos entregar nuestros mensajes a un concentrador. Lo que Facebook te otorga como usuario no es difícil de hacer, en absoluto. Todos los juegos, los muros, el chat, no son realmente nada raro. La tecnología ya existe.

Sin embargo, Salzberg ha dicho: 

No vamos a por Facebook.

El grupo decidió afrontar este problema creando una red social distribuida. Para obtener los fondos necesarios, el proyecto fue lanzado el 24 de abril de 2010, en Kickstarter, un sitio de financiación colectiva.
La palabra diaspora tiene un origen griego, y se refiere a la dispersión de grupos humanos que abandonan su lugar de origen.
Los primeros 39 días fueron establecidos para recaudar los 10 mil dólares que estimaron serían necesarios para comenzar. De cualquier modo, la meta inicial fue cumplida en tan solo 12 días  y el proyecto finalmente recaudó más de 200 mil dólares por parte de más de 6 000 partidarios (lo que convierte a Diaspora el segundo proyecto de Kickstarter más exitoso hasta la fecha). Grippi aseguró:

Estamos sorprendidos. Por alguna extraña razón todos estuvieron de acuerdo con todo esto sobre la privacidad.

Dentro de los donantes estuvo el fundador y director ejecutivo de Facebook, Mark Zuckerberg, quien contribuyó una cantidad no revelada, aseverando:

He hecho una donación. Creo que es una idea genial.

El software de Diaspora es manejado por Diaspora, Inc. La red social no es propiedad de ninguna persona o entidad, manteniéndose así libre de adquisiciones corporativas, publicidad, y otras amenazas. En septiembre de 2011, los desarrolladores manifestaron:

[…] nuestro diseño distribuido significa que ninguna gran corporación controlará jamás a Diaspora. Diaspora nunca venderá tu vida social a los anunciantes, y nunca tendrás que ajustarte a las reglas arbitrarias de alguien más, o mirar por encima del hombro antes de hablar.

Diaspora* ha sido especialmente reconocida por la National Public Radio de los Estados Unidos, debido a su política que permite la descentralización en el uso de la información a diferencia de sus principales competidores, Twitter y Facebook.
El 12 de noviembre de 2011, el cofundador Ilya Zhitomirskiy se suicidó, a la edad de veintidós. Tras el abandono de sus fundadores en 2012, el desarrollo del software se encuentra en manos de la comunidad

## Desarrollo inicial
El trabajo sobre el software de Diaspora comenzó en mayo del 2010. Finn Brunton, un profesor e investigador de medios digitales en la Universidad de Nueva York, descibió el método utilizado por el equipo de Diaspora como: 

Un regreso a los medios de producción geek clásicos: pizza y fideos, y jóvenes durmiendo sobre los escritorios, ya que es algo realmente emocionante y desafiante.

Una vista previa para desarrolladores fue publicada el 15 de septiembre, y recibió críticas a causa de varios errores de seguridad. El primer pod de Diaspora fue lanzado por el equipo de desarrollo el 23 de noviembre de 2010: como versión alpha, privada y restringida a usuarios que contaran con una invitación.
En diciembre de 2010 ReadWriteWeb nombró a Diaspora como uno de sus «mejores 10 proyectos startup», diciendo:

Diaspora realmente representa el poder de la fundación colectiva, así como el interés por hacer realidad que las redes sociales no sean centralizadas por una sola compañía.

El 7 de enero de 2011, Black Duck Software incluyó al proyecto dentro los Open Source Rookies, por ser «la red social interesada en la privacidad, controlada personalmente, multipropósito».
Desde su estreno, las funciones de Diaspora han aparecido de manera similar en otras redes sociales. En un mensaje fechado en septiembre de 2011, los desarrolladores advirtieron similitudes con los «círculos» de Google+ —una versión de los aspectos de Diaspora—, y nuevos controles de privacidad implementados por Facebook. Dijeron:

No podemos más que estar encantados con el impacto que nuestro trabajo ha tenido.

En octubre de 2011 Diaspora anunció que comenzaría una campaña para reunir fondos. Maxwell Salzberg explicó:

Lo fundamental por el momento es construir algo que nuestra comunidad desee utilizar, y que haga una diferencia en la vida de nuestros usuarios. En el futuro, trabajaremos con nuestra comunidad para determinar junto con ellos cómo podríamos hacer de Diaspora* una operación autosostenida.

Tras unos cuantos días luego de comenzar la campaña, más de 45 mil dólares habían sido reunidos a través de PayPal, quien decidió congelar la cuenta de Diaspora sin explicación. Luego de un gran número de quejas hacía PayPal, por parte de los usuarios de Diaspora, y bajo la amenaza de emprender acciones legales en su contra, la cuenta fue liberada junto con una disculpa por parte de un ejecutivo de dicha empresa, pero aún sin una explicación. Este incidente provocó la aceptación de otros procesadores de pagos, incluyendo a Stripe y Bitcoin.
El sitio web del Proyecto Diaspora fue lanzado el 29 de septiembre de 2011.  La declaración de su misión es: «Construir una nueva y mejor red social, una que sea controlada completamente por ti y los otros usuarios de Diaspora».

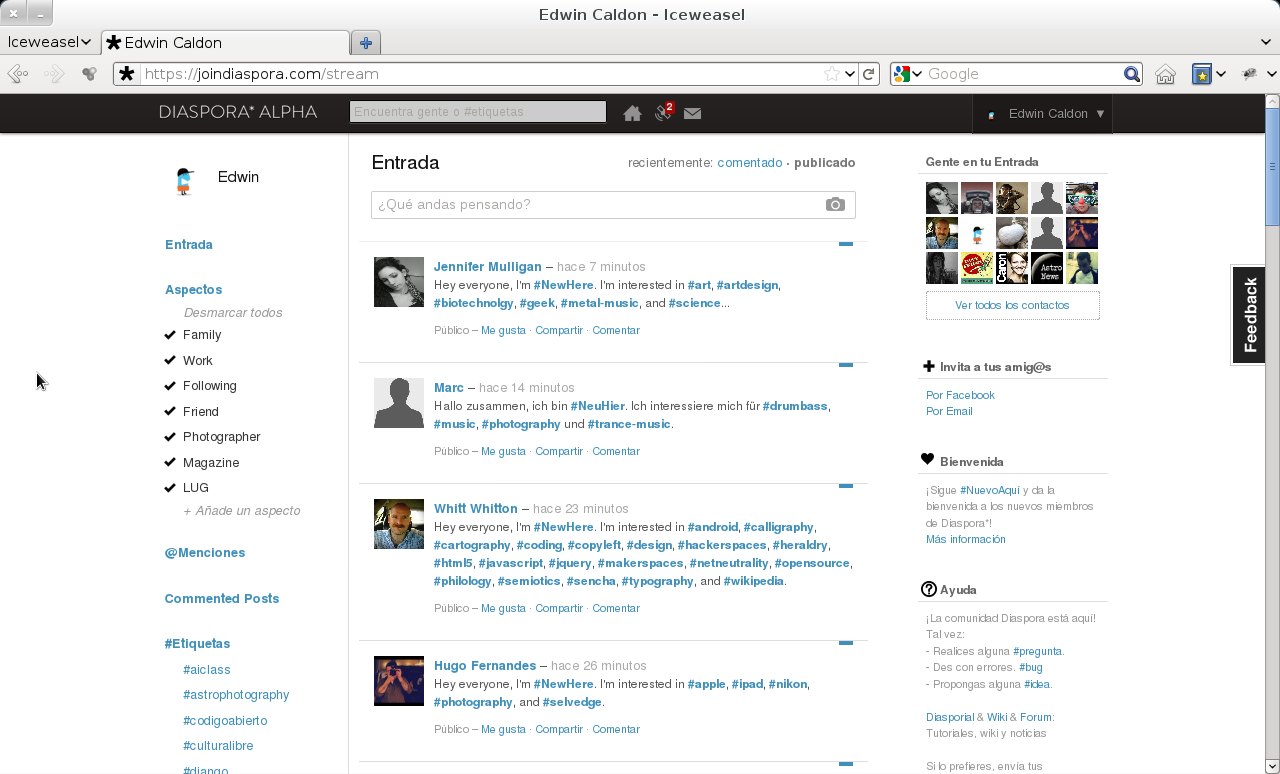
La interfaz de Diaspora

En febrero de 2010, los desarrolladores escribieron que su propia investigación indicaba un cambio en el enfoque del proyecto. Declararon que, a diferencia de otras redes sociales, en las cuales los usuarios interactúan mayormente con gente que conoce en la vida real, en Diaspora los usuarios interactúan, en su mayor parte, con personas de todo el mundo, a quienes no conocen. Mientras que los medios sociales tradicionales tratan mayormente con los detalles triviales del día a día de los usuarios, mucho del tráfico de Diaspora tiene que ver con ideas y causas sociales. Como consecuencia, los desarrolladores decidieron hacer cambios a la interfaz, para facilitar las conversaciones más extensas y detalladas, sobre temas complejos, a medida que el proyecto progresa hacia un estatus beta.

## Características
El software de Diaspora permite que las publicaciones de los usuarios sean designadas como «públicas» o «privadas». En este último caso, las publicaciones pueden ser leídas solo por grupos aprobados (o combinaciones de grupos), establecidos por el usuario, denominados «aspectos». Algunos aspectos existen por defecto, tales como amigos, familia, trabajo o conocidos; y otros más, personalizados, pueden ser agregados. Las noticias en la «Entrada» de un usuario pueden ser filtradas por aspectos.
Los desarrolladores consideran la naturaleza distribuida de la red como algo crucial para su diseño, y éxito:

El diseño distribuido de Diaspora es una gran parte del proyecto. Como el internet mismo, Diaspora* no está alojada en ningún lugar, y no es controlada por ninguna entidad, incluidos nosotros. Hemos creado un software que te permite instalar y ejecutar tu propia red social en tu propio pod (o servidor), y conectar tu red al gran ecosistema de Diaspora*. Puedes tener un pod solo para ti mismo, o uno para tus amigos o familia, brindándote completa propiedad y control sobre tu información social personal —incluyendo tu identidad, tus publicaciones y tus fotos—, y sobre cómo todo esto es almacenado y compartido. O puedes simplemente solicitar una invitación en joindiaspora.com, o registrarte en uno de los más de veinte pods abiertos.

Los usuarios de Diaspora mantienen la propiedad sobre su información, y no asignan derechos de propiedad. El software está específicamente diseñado para permitir a los usuarios descargar todas las imágenes y texto que se hayan subido, en cualquier momento.
En septiembre de 2011, a pesar de que la red y su software seguían en versión alpha, Terry Hancock, de Free Software Magazine, describió a Diaspora como «bastante utilizable para muchos propósitos». Mientras que soportaba texto, fotografías y enlaces, aún carecía de características como vista previa de los enlaces, la habilidad de subir e incrustar videos —aunque los videos de otros servicios podían ser enlazados—, y chat. No obstante, las GIFs animadas eran soportadas.
La posibilidad de inscrustar videos de YouTube y Vimeo fue añadida a principios del 2012.

## Recepción
El 14 de septiembre de 2011, Terry Hancock de Free Software Magazine avaló la red de Diaspora en un artículo llamado «Por qué debes unirte a Diaspora ahora, tu libertad depende de ello», definiendo a la red como «lo suficientemente buena» para el uso común. Al explicar sus razones para animar a la gente a registrarse, afirmó:

Con todas las preocupaciones sobre quién controla la «red social» —hemos tratado algunos de estos problemas antes, en la revista Free Software Magazine—, con respecto a la política de nombres de Google+, y otras cuestiones de seguridad, la cuestionable ética de Facebook, y el peligro general de las redes controladas. Creo que es tremendamente importante para una solución más descentralizada, más democrática, más abierta y más libre, para tener éxito en el interés de la libertad personal en el internet. Y me parece que Diaspora es parte esencial de dicha solución, así que la apruebo ahora, a pesar de que aún no está «lista».

El 14 de noviembre de 2011, Suw Charman-Anderson escribió en firstpost.com, en relación con la muerte de Ilya Zhitomirskiy, acerca de por qué el lento desarrollo de Diaspora puede ser una ventaja:

Una diferencia clave, sin embargo, es el número de usuarios. Google+ tiene 40 millones, mientras que Diaspora solo 180 000, en parte porque el servicio aún sigue en versión experimental. Esto de hecho podría actuar en ventaja de Diaspora a la larga, ya que tendrá más tiempo para construir un sentido de comunidad. La experiencia nos muestra que las comunidades en línea que crecen demasiado rápido se fragmentan y se pueden volver displicentes, cuando distintos grupos se enfrentan a causa de qué tipo de comportamiento creen que debe ser permitido.

Diaspora fue nominada como «la mejor red social» en los premios Mashable del 2011.
Debido al extremismo generado por Estado Islámico, muchos involucrados migraron a Diaspora después que Twitter y Facebook lo censuraran. Esto generó controversia sobre la difusión de material terrorista, debido a que no pueden ser eliminados por los administradores ni la comunidad en cuestión. La red, al ser realmente descentralizada, no cuenta con administradores globales ni herramientas para tales acciones. Si bien los podmis (administradores de cada servidor) son soberanos y cuentan con todas las herramientas de administración necesarias para eliminar contenidos o usuarios, es decisión de cada podmin permitir determinados contenidos o usuarios o implementar listas negras o blancas en sus servidores y cada usuario tiene herramientas para ignorar a los que no desee ver.